# Hu Die

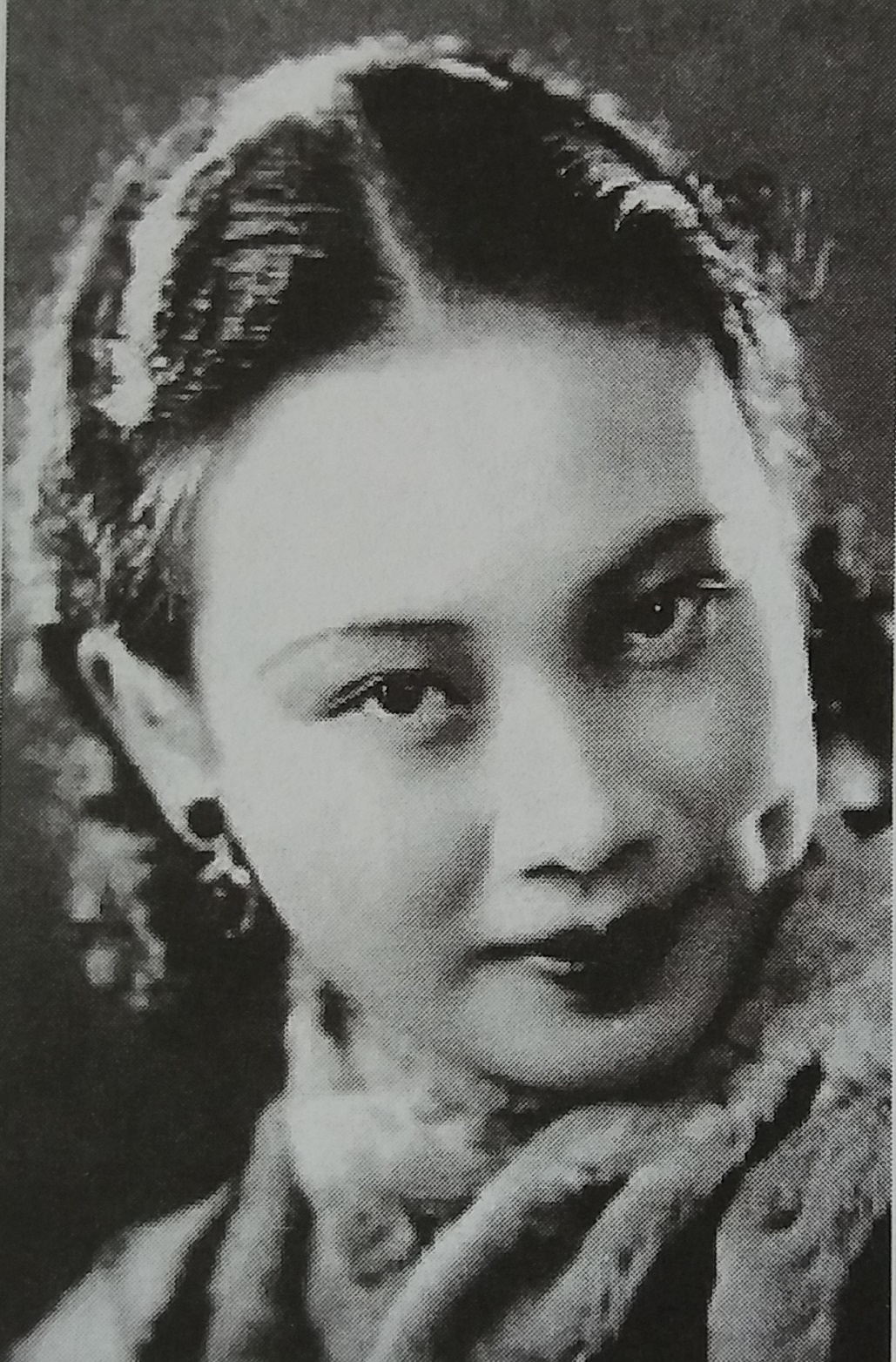
Hu Die

Hu Die (chinesisch 胡蝶, Pinyin Hú Dié, W.-G. Hu Tieh, geb. Hú Ruìhuá 胡瑞華 / 胡瑞华; * 1907 in Shanghai; † 23. April 1989 in Vancouver, Kanada) war eine chinesische Schauspielerin mit Wurzeln aus Heshan. Sie wurde Königin der Leinwand und Ms. Butterfly Hu genannt.

## Leben
Als Teenager besuchte Hu Die die Schauspielschule von Gu Kenfu (顧肯夫 / 顾肯夫). 1925 hatte sie mit Complaints / Qiushan Yuan (秋扇怨) ihr Filmdebüt. Bis 1927 trat sie in mehreren Verfilmungen chinesischer Legenden bei verschiedenen Filmgesellschaften auf, darunter als Schlangenfrau 1926 in The White Snake / Baishe Zhuan (白蛇傳 / 白蛇传) und 1927 als Kameliendame in New Camellia / Xin Chahua (新茶花).
Von 1928 bis 1937 war Hu Die bei der bekannten Filmgesellschaft Mingxing engagiert und erlebte in dieser Zeit den Höhepunkt ihrer Karriere. Im ersten chinesischen Tonfilm, Song Girl Red Peony / Ge'nü Hong Mudan (歌女紅牡丹 / 歌女红牡丹), von Zhang Shichuan, spielte sie 1941 eine von ihrem Mann unterdrückte und misshandelte Frau. Unter dem Regisseur Zhang trat Hu häufig auf. Als ihre beste schauspielerische Leistung gilt die Darstellung von zwei Zwillingsschwestern – einer armen Bäuerin und einer Mätresse eines Militärkommandanten – im Film Sister Flowers / Zimeihua (姊妹花) 1933 von Zheng Zhengqiu. Der Film gehörte zu den kommerziell erfolgreichsten chinesischen Produktionen der Zeit.
Wegen der Besetzung Chinas durch die Japaner wanderte sie nach Hongkong aus, wo sie erst ab 1946 wieder und nur noch wenige Filme drehte. Einer ihrer letzten Filme war Street Boys / Jietong (街童) aus dem Jahr 1960.
1975 zog sie nach Kanada.

## Filmografie (Auswahl)
- 1925: Amid the Battle of Musketry 
戰功 / 战功, Zhangong
- 1925: Complaints 
秋扇怨, Qiushan Yuan
- 1926: The White Snake 
白蛇傳 / 白蛇传, Baishe Zhuan
- 1927: Tieshan Gongzhu 
鐵扇公主 / 铁扇公主
- 1927: Xi you ji nu er guo
- 1927: New Camellia 
新茶花, Xin Chahua
- 1928: White Cloud Pagoda (Kurzfilm)
白雲塔 / 白云塔, Baiyun Ta
- 1928: Burning of Red Lotus Temple 
火燒紅蓮寺 / 火烧红莲寺, Huo shao Hongliansi
- 1933: Cosmetics of Market 
脂粉市場 / 脂粉市场, Zhifen Shichang
- 1933: Crazy Class 
狂流, Kuangliu
- 1934: Sister Flowers / Twin Sisters 
姊妹花, Zimeihua
- 1935: The Night is Fragrant 
夜來香 / 夜来香, Yelaixiang
- 1935: Jie Hou Taohua 
劫後桃花 / 劫后桃花
- 1936: Nüquan 
女權 / 女权
- 1936: Yongyuan de Weixiao 
永遠的微笑 / 永远的微笑
- 1938: Rouge Tears (Mandarin) Regie: Wu Yonggang 
胭脂淚 / 胭脂泪, Yanzhi Lei – 普通話版 / 普通话版 – 導演 / 导演: 吳永剛 / 吴永刚
- 1938: Rouge Tears (Cantonese) Regie: Chan Pei 
胭脂淚 / 胭脂泪, Yanzhi Lei – 粵語版 / 粤语版 – 導演 / 导演: 陳皮 / 陈皮
- 1940: The Perfect Beauty 
絕代佳人 / 绝代佳人, Juedai Jiaren
- 1941: The Sparrow Flies East and South 
孔雀東南飛 / 孔雀东南飞, Kongque Dongnan Fei
- 1941: Song Girl Red Peony 
歌女紅牡丹 / 歌女红牡丹, Genü Hong Mudan
- 1946: Madame X 
 某夫人, Mou Furen
- 1947: A Dream of Spring 
春之夢 / 春之梦, Chun zhi Meng
- 1949: Heavenly Souls 
錦繡天堂 / 锦绣天堂, Jinxiu Tiantang
- 1959: Rear Entrance 
後門 / 后门, Houmen
- 1960: Nobody's Child 
苦兒救祖記 / 苦儿救祖记 – 苦兒流浪記 / 苦儿流浪记, Ku'er Jiùzǔji – Ku'er Liúlàngji
- 1960: My Daughter, My Daughter 
兩代女性 / 两代女性, Liangdai Nuxing
- 1960: Street Boys 
街童, Jietong
- 1960: Filial Piety 
孝道, Xiaodao
- 1961: The Search of Loved One 
萬里尋親記 / 万里寻亲记, Wanli Xunqingji
- 1966: When Dreams Come True 
明月幾時圓 / 明月几时圆, Míngyuè Jǐshí Yuán
- 1967: Lady in the Tower 
塔裡的女人 / 塔里的女人, Ta li de Nüren